# A Sunday in Kigali
A Sunday in Kigali (Un dimanche à Kigali) ist ein kanadisches Filmdrama aus dem Jahr 2006. Es basiert auf dem Roman Ein Sonntag am Pool in Kigali (Un dimanche à la piscine à Kigali) von Gil Courtemanche. Das Thema ist eine tragische Liebesgeschichte inmitten des Genozids, der 1994 in Ruanda stattfand.

## Handlung
Bernard Valcourt ist ein Journalist und Filmemacher aus Québec. Er kehrt im Juli 1994 ins Hôtel Des Mille Collines zurück, das durch den Völkermord in Ruanda ab April 1994 verwüstet wurde. In Rückblenden erinnert er sich an seine Zeit dort vor sechs Monaten und danach.
Er wollte in Kigali, der Hauptstadt Ruandas, eine Dokumentation über Aids drehen. Im Hotel kam er der attraktiven dunkelhäutigen Kellnerin Gentille näher, und sie begannen eine Liebesbeziehung. Währenddessen nahmen die rassistischen Spannungen zwischen Hutu und Tutsi immer mehr zu. Sie mündeten in einem Massenmord an hunderttausenden Ruandern, gegen den die Unterstützungsmission der Vereinten Nationen für Ruanda machtlos war. Bernard wollte Gentille heiraten und sie mit diplomatischem Schutz ausstatten. Doch auf der Flucht aus dem Hotel wurden sie von einer Straßensperre gestoppt, neben der Leichen den Wegesrand pflasterten. Obwohl Gentille eigentlich eine Hutu ist, wurde sie von ihnen eingesperrt, vergewaltigt, misshandelt und von Bernard getrennt. Er blieb körperlich unverletzt und kam später frei. Vom Schicksal seiner Geliebten weiß er nichts, sie ist verschwunden.
Monate später, nach der Zerstörung und den Massakern, kann Bernard ins Hotel zurückkehren und sucht Gentille. Schließlich findet er sie auf dem Land in ihrem ausgebrannten Elternhaus. Sie ist körperlich und seelisch gezeichnet und wünscht sich den Tod, worauf Bernard sie mit Tränen in den Augen mit einem Kissen erstickt.

## Rezeption

### Kritiken
Robert Kohler kritisierte in der Zeitschrift Variety: „Robert Favreaus langweiliger Bericht über die Katastrophe leidet stark unter dem Vergleich mit „Hotel Ruanda“.“ Reelfilm kritisierte die „fehlende Chemie“ zwischen den beiden Hauptdarstellern („almost complete lack of chemistry between Bernard and Gentille“).

### Auszeichnungen
- Einen Genie Award in der Kategorie Bestes adaptiertes Drehbuch gewannen Robert Favreau und Gil Courtemanche bei der Verleihung der 27. Genie Awards im Jahr 2007. Weiters gab es Nominierungen in sieben Kategorien.
- Der Film erhielt 2007 sechsmal den Prix Jutra und wurde in sechs weiteren Kategorien nominiert.

## Hintergrundinformationen

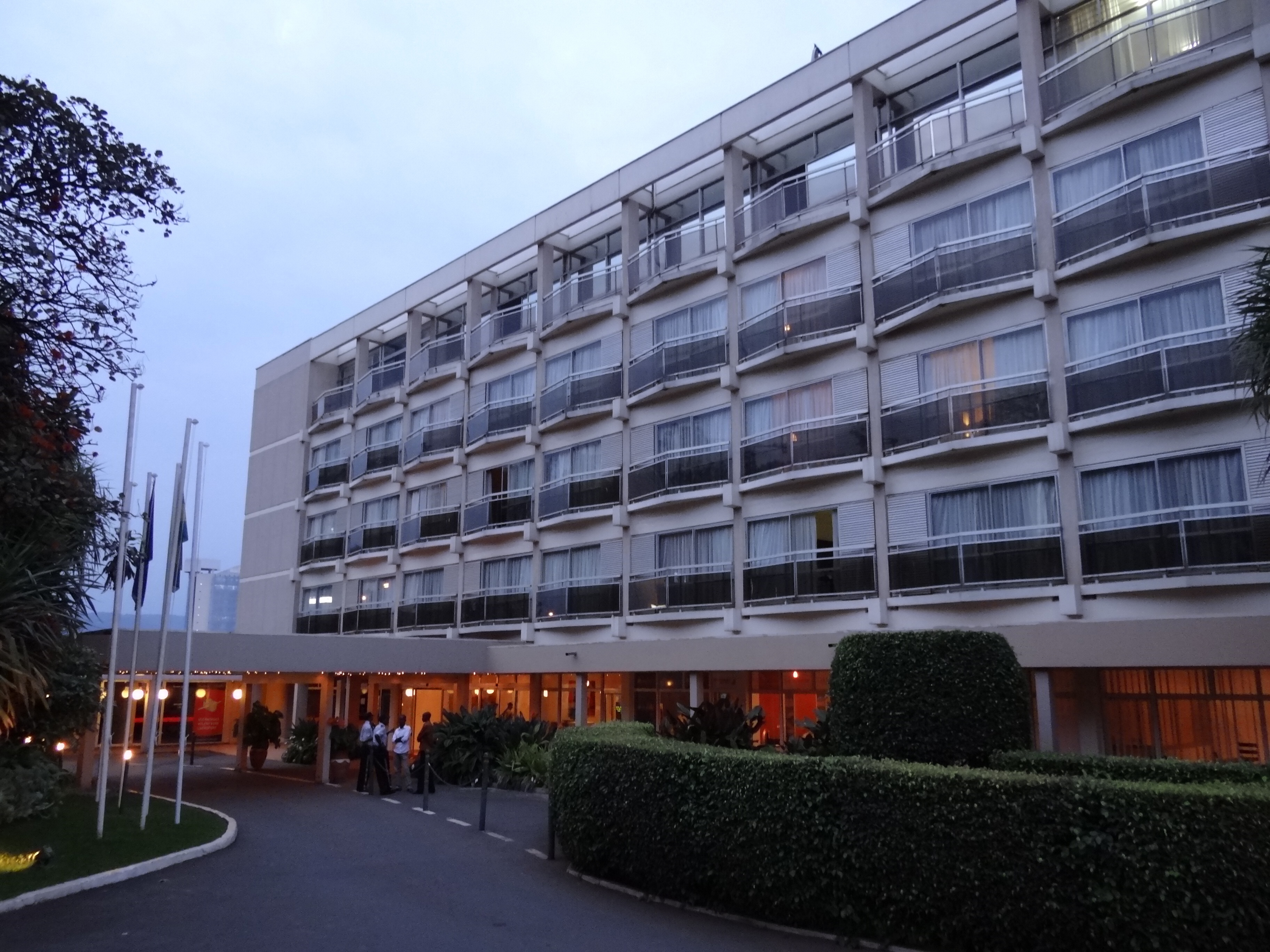
Das Hôtel des Mille Collines in Kigali

Das Budget betrug etwa 7 Millionen CAD. Gedreht wurde in Kigali, in Ruanda, von Mai bis Juli 2005. Das Hôtel des Mille Collines war auch Schauplatz des Films Hotel Ruanda (2004).
Der Film hatte am 3. April 2006 in Québec seine Kinopremiere und hatte in dieser Provinz Einnahmen von etwas über 1 Million CAD.
In Kanada wurden DVDs in französischer und englischer Sprache veröffentlicht.